# 104ª Divisione fanteria "Mantova"
La 104ª Divisione fanteria "Mantova"  è stata una Grande Unità del Regio Esercito della prima e della seconda guerra mondiale entrando poi a far parte nel secondo dopoguerra dell'Esercito italiano, dove ha costituito, per un quarantennio, assieme alla Divisione meccanizzata "Folgore" e alla 132ª Divisione corazzata "Ariete", una delle tre colonne delle unità operative del 5º Corpo d'Armata, poste a difesa della frontiera nord orientale dell'Alleanza Atlantica, per essere poi riconfigurata in brigata meccanizzata nell'ultimo decennio della sua vita operativa ed essere ricostituita come comando di proienzione dal 2002 fino al definitivo scioglimento avvenuto nel 2013.

## Storia
La storia della grande unità ebbe inizio il 1º marzo 1915 a Mantova nella caserma Landucci quando venne costituita come Brigata "Mantova" con i reggimenti 113° e 114°.

### Prima guerra mondiale
La brigata "Mantova" prende parte al primo conflitto mondiale inizialmente inquadrata nella 1ª Armata con la seguente fisionomi organica:
- 113º Reggimento fanteria
- 114º Reggimento fanteria
- 4º Squadrone/27º Reggimento "Cavalleggeri di Aquila"
- III Gruppo/1º Reggimento artiglieria pesante campale (su 2 batterie)
- 17ª Compagnia zappatori/2º Reggimento genio
- 2ª Compagnia genio minatori
- 17ª Compagnia genio minatori
- 14ª Compagnia genio pontieri
- 16ª Compagnia genio telegrafisti
- 1 sezione genio radiotelegrafisti
- 1 squadra genio telefotografica campale

Allo scoppoi delle ostilità viene dislocata in Vallagarina insieme alla 3ª brigata alpina a difesa del settore compreso tra il Monte Baldo e i Monti Lessini, alternando per tutto il corso del 1915 azioni di pattugliamento a colpi di mano e lavori di sistemazione del fronte, tutte attività che il nemico cerca di ostacolare per mezzo di tiri di artiglieria.
La Brigata permane nel settore della Vallagarina, alle dipendenze della 37ª Divisione del V Corpo d'armata della 1ª Armata, sino alla metà di settembre del 1916, abbandonando le sue posizioninel mese di maggio durante la Strafexpedition austriaca, per una sistemazione difensiva più efficiente, dalla quale respinge ogni tentativo di attacco avversario, sia durante la controffensiva italiana che in occasioni successive.
Il 21 ottobre la Brigata inizia il suo trasferimento sul Carso, dove viene schierata tra Polazzo e Redipuglia alle dipendenze della 33ª Divisione, prendendo parte il 1º novembre all'azione che portò alla conquista di Lukatic; la reazione del nemico e i mancati collegamenti con gli altri reparti ne imposero però l'abbandono.  Il 4 novembre la brigata venne posta alle dipendenze della 33ª Divisione e tra il 12 e il 22 dicembre venne impiegata nel settore del Vallone di Doberdò del Lago.
Nel maggio 1917 la brigata prese parte alle azioni della Decima battaglia dell'Isonzo, dove per l'impegno profuso in quei giorni, la Brigata ottiene una citazione sul bollettino di guerra del Comando Supremo.
Nella seconda metà di luglio i reparti della brigata "Mantova" vengono dislocati nel settore di Monfalcone, passando alle dipendenze della 34ª Divisione per essere trasferiti ai primi di ottobre nei pressi di Asiago, nelle posizioni della Val d'Assa, prendendo parte su questo fronte alla cosiddetta “battaglia di arresto”.
Nei primi mesi del 1918 la brigata “Mantova” è sempre stanziata in Val Granezza, nei pressi di Gallio, il 2 giugno viene trasferita a Carmignano di Brenta, nel Padovano e a metà mese nei pressi di Altivole nel Trevigiano, prima di prender parte alla Battaglia del Solstizio. Il 19 giugno la brigata “Mantova” marcia su Nervesa a partire da Selva del Montello, ma il nemico arresta questo suo tentativo di avanzata; tra il 23 e il 24 giugno i reparti approfittano del fallimento dell'offensiva austriaca per puntare al Montello, conquistandolo, ottenendo una seconda citazione nel bollettino di guerra del 21 giugno.
In vista della battaglia finale, il 23 ottobre la Brigata viene fatta ammassare sulla strada pedemontelliana e dopo avere oltrepassato il Piave il 27 ottobre, il 29 gli uomini della brigata occupano Farra di Soligo e le locali alture, giungendo il 30 a Cison di Valmarino e prendendo possesso il giorno dopo di Passo San Boldo e il 3 novembre alla firma dell'armistizio i reparti della Brigata “Mantova” si trovavano tra Casteldardo e San Felice, due località del comune di Trichiana sulla riva sinistra del tratto bellunese del fiume Piave.
Al termine del conflitto nel novembre del 1919 la brigata "Mantova" viene sciola.
Nel corso del conflitto la bandiera del 114º Reggimento fanteria venne decorata di medaglia d'argento al Valor Militare e il colonnello Alfredo Gabrielli comandante dello stesso reggimento dal 1º luglio 1916 al 22 agosto 1917, ferito in combattimento, venne decorato dell'Ordine militare di Savoia. Un altro militare del 114º Reggimento, il tenente Federico Guella, caduto in combattimento, venne decorato di medaglia d'oro e medaglia di bronzo al valor militare. Per le loro azioni nel corso della grande guerra vennero decorati di medaglia d'argento al Valor Militare 22 ufficiali e 19 militari di truppa del 113º Reggimento e 9 ufficiali e 8 militari di truppa del 114º Reggimento; vennero decorati di medaglia di bronzo al valor militare 70 appartenenti al 113º Reggimento e 20 appartenenti al 114º Reggimento.

### Seconda guerra mondiale
Sciolta al termine del primo conflitto mondiale nel novembre del 1919, la Grande unità viene ricostituita a livello di Divisione il 15 marzo 1942 a Verona come 104ª Divisione fanteria "Mantova" con i reggimenti 113° e 114° di fanteria ed 11° di artiglieria con quartier generale a Varazze e la seguente fisionomia organica:
- 113º Reggimento fanteria "Mantova"
- 114º Reggimento fanteria "Mantova"
- 11º Reggimento artiglieria
- 1 Battaglione mortai da 81
- 1ª Compagnia cannoni controcarro da 47/32
- 1ª Compagnia Genio artieri
- 1ª Compagnia mista telegrafisti/marconisti
- 1 Sezione fotoelettricisti
- 1 Sezione sanità
- 1 Sezione sussistenza
- 1 Autosezione pesante

Dislocata in Piemonte alle dipendenze del XXII Corpo d'Armata prima nei pressi di Saluzzo con compiti di difesa territoriale, viene poi ridislocata da ottobre a dicembre del 1942 fra Asti e Torino e inquadrata nel I Corpo d'Armata. Nel gennaio 1943 viene trasferita in Calabria alle dipendenze del XXXI Corpo d'Armata della 7ª Armata, con sede del comando a Nicastro, con compiti di difesa costiera del settore compreso fra Catanzaro e Sant'Eufemia. Alla proclamazione dell'armistizio era in fase di movimento per assumere la difesa di un ampio settore della bretella difensiva di Marcellinara.La divisione superate le difficili giornate dell'armistizio, partecipa alla costituzione del 1º Raggruppamento Motorizzato cedendo l'11º artiglieria. Anche il 113º reggimento fanteria viene perso di forza e la divisione nel 1944 si trasforma in Gruppo di Combattimento "Mantova" con il 76º Reggimento fanteria "Napoli", il 114º reggimento fanteria "Mantova" e il 155º reggimento artiglieria, già della Divisione "Emilia" (155a), reduce dalla Dalmazia.

### Dal dopoguerra al definitivo scioglimento
Dopo aver partecipato alla Guerra di Liberazione, dal 15 ottobre 1945 la grande unità ha riassunto il nome di Divisione fanteria "Mantova" con quartier generale a Varazze in provincia di Savona e a partire dal maggio 1947 ad Udine.
Più volte riordinata e riconfigurata la Divisione all'inizio degli anni sessanta è stata riconfigurata in divisione di fanteria da montagna con la denominazione di Divisione fanteria da montagna "Mantova" e nel 1975 riconfigurata in divisione meccanizzata con la denominazione Divisione meccanizzata "Mantova".
Nel 1986 il Comando di Divisione venne sciolto e la Grande Unità riconfigurata come brigata meccanizzata con la denominazione di brigata meccanizzata "Mantova", che venne soppressa nel 1997 con la riorganizzazione dell'Esercito Italiano.
Nel 2002 la Divisione "Mantova" venne ricostituita come comando di proiezione senza forze assegnate per essere definitivamente sciolta nel luglio 2013.

## I comandanti
- - Brigata "Mantova" (1915-1918)
- Magg. Gen, Imecio Gazzola 24 maggio 1915 - 21 giugno 1016
- Magg. Gen. Alfredo Faconti 25 giugno - 31 ottobre 1916
- Magg. Gen. Roberto Villanis 4 - 19 novembre 1916
- Col. Brig. Giovan Battista De Negri 23 novembre 1916 - 10 giugno 1917
- Col. Brig. Lorenzo Ferraro 17 giugno - 31 agosto 1917
- Col. Brig. Pasquale De Angelis 1* settembre 1917 - 17 febbraio 1918
- Brig. Gen. Paolo Paolini dal 19 febbraio 1918 al termine del conflitto
  - 104ª Divisione Fanteria (1942-1944)
- Gen. B. Marcello Piccone (15 marzo 1942 - 9 febbraio 1943)
- Gen. B. Guido Bologna (10 febbraio - 31 dicembre 1943)
  - Gruppo di Combattimento "Mantova" (1944-1945)
- Gen. D. Guido Bologna

Il generale di divisione Guido Bologna è stato anche il primo comandante della Divisione di fanteria "Mantova" del nuovo Esercito Italiano.